# Principiile jurisprudenței islamice
,,CALEA CEA MARE ,,sau ,,DRUMUL PRINCIPAL,, sharia este termenul care desemnează norma dictată de Dumnezeu Profetului său și constituie legea pe care trebuie să o respecte orice credincios. Pentru islam, legea NU este expresia unei voințe confirmate de oameni, ci mai degrabă formularea precisă printr-o serie de percepte și de interdicții a voinței, în privința fundamentelor generale ale sharia, Santillana, 1926-1943. Islamul a subliniat de mai multe ori caracterul său de religie primordială DIN AL FITRA, care propune din nou mesajul divin în toată puritatea sa originară, însă în același timp îmblânzește asprimile legilor precedente, prea dure pentru oamenii din vremurile din urma.

## Introducere
Conceptul fundamental pe care se întemeiază SHARIA este deci cel de libertate sau legalitate IBAHA, care este considerat adevăratul criteriu pe care s-a sprijinit Dumnezeu în lucrarea sa de legislator suprem.
SHARIA apară drepturile lui DUMNEZEU huquq ALLAH, reglementând obligațiile față de Creatorul lor pe care oamenii trebuie neapărat să le respecte, și în același timp, protejează folosul public maslaha, în sensul că împiedică pe credincioși să se comporte abuziv în raporturile cu frații lor. FIQH termen prin care este indicată disciplina care studiază dreptul, s-a focalizat odată cu trecerea timpului asupra definirii aspectelor formale ZAHIR ale comportamentului uman, neglijând în esență dimensiunea interioară BATIN care face parte din cadrul general al SHARIA și care a ocupat în realitate un loc important în opera celor mai vechi învățați care s-au aplecat asupra studiului legii.
Cu toate că tratatele de drept îl îndeamnă deseori pe credincios să aibă o atitudine corectă și din punct de vedere sufletesc, e limpede că în acest domeniu nu pot fi impuse norme juridice, pentru că administrarea aceleiași zone aparține exclusiv lui DUMNEZEU.
Studiul jurisprudenței este format din două discipline distincte. Prima se ocupă de temeiurile conceptuale ale dreptului, așa zisele principii sau izvoare sau USUL, în timp ce cea de a doua se consideră consacrării deducerii normelor pozitive și modalităților de punere în aplicare a acestora, ramurile sau aplicațiile FURU. Acestea la rândul lor sunt împărțite în două domenii principale, cel al IBADAT, actele legate de cult, și cel al MUAMALAT, care cuprinde normele ce stabilesc raporturile dintre oameni. Primele definesc punct cu punct toate perceptele privind serviciul religios pe care omul îl datorează lui Dumnezeu, iar celelalte se referă la regulile ce trebuiesc respectate în societate. În cadrul islamului ambele nu reprezintă decât două modalități diferite de supunere față de o poruncă divină.
În afară de unele excepții, în general cu caracter temporar, vârsta, boala, oamenii sunt considerați cu toții MUKALLAF, adică supuși legii, fie că aceasta se referă la o datorie strict religioasă sau la un comportament social. Începând cu șeful suprem al comunității și terminând cu cel mai umil membru al acesteia, NIMENI nu e în afara acestor servituți și, prin urmare, nimeni nu este scutit de respectarea obligațiilor și interdicțiilor stabilite de DUMNEZEU. SHARIA definește orice acțiune omenească pe baza acestor patru cadre de referință .

## Clasificare
TOATE FAPTELE sunt astfel CLASIFICATE în 5 mari categorii normative AHAM, distincte și oarecum simetrice. 

#### FARD
Este categoria actelor absolut obligatorii pe care nimeni nu le poate evita decât în cazuri foarte rare și a căror neîndeplinire atrage după sine pedeapsa, ulterior jurisprudența a introdus o distincție între obligația individuală FARD AL AIN, adică aceea ce revine fiecărui credincios în parte, cum ar fi de pildă, rugăciunea zilnică, și obligația ,,suficientă,, FARD AL KIFAIA, care poate fi îndeplinită doar de către comunitate în ansamblul său, de exemplu datoria de a lupta pentru credință. 

#### MANDUB
MANDUB sau MUSTAHABB, e vorba despre actele ,,recomandate,, sau ,,dezirabile,, care sunt considerate meritorii în diverse grade, dar a căror neîndeplinire nu este pedepsită.

#### MUBAH
MUBAH sau gaiz, este acțiunea licită, neprevazută de lege, pe care credinciosul este liber să o îndeplinească sau nu, fără ca acest lucru să fie considerat un merit sau vină.

#### MAKRUH
Prin acest termen este definită categoria acțiunilor reprobabile de la comiterea cărora credinciosul este sfătuit cu fermitate să se abțină, dar a căror comitere nu atrage nicio pedeapsă. Unele școli au stabilit o gradație în această categorie, făcând distincție între MAKRUH TAHRIMI – un act atât de condamnabil încât e aproape prohibit și MAKRUH TANZIHI –un act condamnabil în măsură mai mică. 

#### HARAM
Adică ilicite sau nepermise, categorie în care intră orice acțiune cu desăvârșire interzisă, în orice situație și în orice condiții, și care ca atare, poate fi pedepsită în temeiul legii.
TOTODATĂ nu trebuie să uităm că nu toate școlile juridice sunt de acord în privința introducerii anumitor acte în aceleași categorii. Un lucru care este considerat de unii juriști recomandabil poate fi considerat de către alții permis, în timp ce o acțiune reprobabilă potrivit unei școli, poate fi, potrivit alteia, introdusă în categoria actelor nepermise.

## Caracteristici
Și în cazul legilor, la fel ca în cazul tuturor celor relatate mai sus, SUNNISMUL a preferat așadar o anumită flexibilitate în privința opțiunilor și, apărând pozițiile de principiu, a permis în esență judecata flexibilă. Dacă am semnala pozițiile divergente ale diferitelor școli, asta nu înseamnă că ar fi vorba de puncte de vedere opuse sau de neconciliat. Odată cu trecerea timpului, deosebirile dintre anumite școli au dus în unele cazuri la ANCHILOZAREA științei juridice, redusă tot mai mult la o confruntare sectară menită să impună superioritatea uneia dintre părți și la o cazuistică mecanică și sufocantă.  
Dreptul civil și dreptul musulman este considerat un tot unitar în dreptul musulman, ce au dat naștere unor ipoteze variate și contrastante, rezumate și analizate în CILARDO, 1990.
Unii cercetători au presupus că sharia nu ar fi un produs original al islamului, ci mai degrabă o rezultantă a combinării diverselor influențe străine, romano-bizantino-ebraice, iar alți cercetători dimpotrivă, o consideră originală într-o mai mare măsură, fără să ignore aportul străin, și socotesc că predominantă e componenta autohtonă.
Chestiunea este legată de poziția adoptată în privința datării HADITH, într-adevăr dacă se consideră că tradițiile sunt lucruri fabricate a posteriori, atunci trebuie admisă teza conform căreia DREPTUL MUSULMAN este un edificiu din al 2 secol de la Hegira, influențat de legile altor neamuri și străin de spiritul originar al islamului, în schimb, dacă se acceptă, potrivit tendinței predominante astăzi, faptul că tradițiile cu încărcătură juridică sunt vechi și, în esență, autentice, atunci rezultă că sharia derivă logic din CORAN și din SUNNA, dar s-a îmbogățit prin contribuții a căror origine este diversă și a rămas în mod fundamental în concordanță cu învățătura islamică.